# Església (institució)

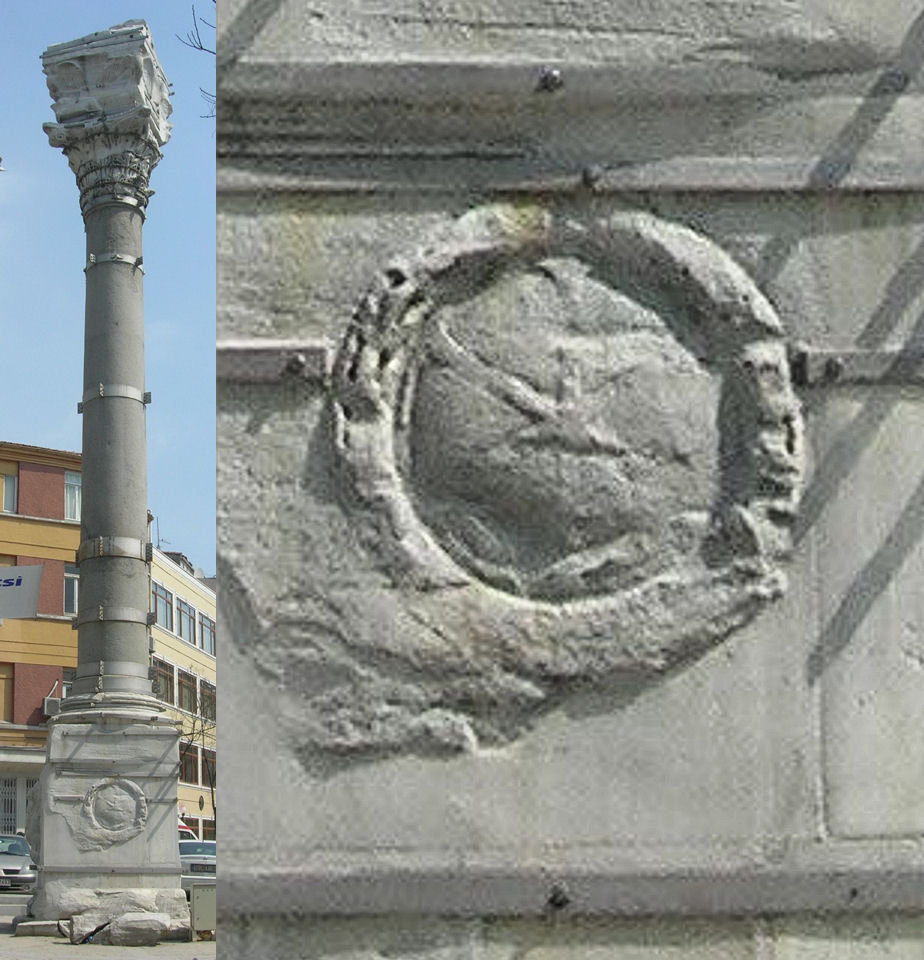
Columna de Marcià, a Istanbul, on hi ha dibuixat un làbarum

Una església és una comunitat cristiana local i la institució, que inclou als cristians d'aquesta religió. Per extensió, a partir del segle iii, el terme es refereix a l'edifici on una comunitat s'uneix; cal distingir doncs església com a lloc d'adoració, d'Església, comunitat o institució amb una majúscula per al segon, incloent-hi el plural. En sociologia, la paraula denota un grup religiós universalista i institucionalitzat.

## Etimologia
La paraula església prové de la veu grega ἐκκλησία (transliterat com a ekklesia) via el llatí ecclesia. La major part de llengües romàniques (francès église, castellà iglesia, italià chiesa, portuguès igreja, occità glèisa, gallec igrexa, etc.) utilitzen també un mot derivat d'aquest.
El substantiu posseeix una doble herència de significat en la Bíblia:
1. En l'àmbit del món europeoccidental hel·lenístic no cristià, denotava una assemblea o reunió de ciutadans congregats en raó d'una convocatòria pública (generalment la crida d'un missatger oficial o herald), per assumptes usualment d'ordre polític, i s'entén d'aquesta manera en passatges bíblics com el de Fets dels apòstols:
| «          | L'assemblea estava en plena confusió: els uns cridaven una cosa, els altres una altra, i la majoria ni tan sols sabien per què s'havien reunit | » |
| — Ac 19,32 | |   |

2. A la Septuaginta (traducció al grec de la Tanakh) s'empra freqüentment per traduir la veu hebrea qahal (o kahal, transliteració de קהל), que es refereix a la congregació d'Israel o poble de Déu, com per exemple al Llibre dels Salms:
| «           | Anunciaré el teu nom als meus germans, et lloaré enmig del poble reunit ('kahal קהל') | » |
| — Sal 22,23 |                                                                                       |   |

Així,Església en alguns passatges del Nou Testament podria combinar ambdues idees (l'hebrea i la grega) o només una, raó per la qual donaria un profund i complex significat a les paraules de Jesús de Natzaret a Simó Pere recollides a l'Evangeli segons sant Mateu:
| «          | I jo et dic que tu ets Pere, i sobre aquesta pedra edificaré la meva Església ('kahal קהל'), i les forces del reialme de la mort no la podran dominar. | » |
| — Mt 16,18 | |   |

### Kyriakê
Les llengües germàniques i eslaves utilitzen per primer cop un nom per al lloc de culte, que després es va ampliar a la institució de l'Església. En aquest cas, fan servir la paraula grega Kyriakê, procedent del grec popular romà d'Orient (kyrikē), que pot significar alguna cosa "referent al Senyor (kyrios)"; tanmateix, no existeix unanimitat sobre això.
Aquest mot va esdevenir sv kyrka sc kirk nl kerk, de Kirche , en church, uk Церква - Txerkva ru церковь - Txerkovi, etc.

### Basilica
El mateix principi es va aplicar també en algunes llengües romàniques, eslaves i germàniques. Per tant, la paraula bàsica va ser presa del llatí basílica, que al seu torn prové del grec Basilikà-βασιλική ("[casa] reial" o "[aulè- cort] reial"), que en romanès va esdevenir biserică (antigament băsearică, com en aromanès) en romanx Baselga i en dàlmata bašalka.

### Casa
Altres idiomes han pres per a església (en tots els sentits) algun mot derivat del concepte de "casa" (llar).
Per tant, en hongarès és anomeneda egyház ("una casa"). En polonès kościół ("castell"), mentre que els cristians de parla gueez utilitzen el terme beta kristian ("casa cristiana").

## Sentits neotestamentaris de la paraula Església

### En sentit concret o real
En alguns passatges de la Bíblia el seu ús en singular fa referència a una congregació local i específica, com és el cas del relat a Fets dels apòstols pel que fa a l'Església de Jerusalem:
| «           | ηκουσθη δε ο λογος εις τα ωτα της εκκλησια ς της εν ιεροσολυμοις περι αυτων και εξαπεστειλαν βαρναβαν διελθειν εως αντιοχειας. Quan aquestes noves van arribar a oïda de l'església de Jerusalem, enviaren Bernabé a Antioquia. | » |
| — Ac 11,22) | |   |

Però en altres passatges Pau de Tars sembla utilitzar el mot per referir-se a un conjunt de congregacions:
| «         | ηκουσατε γαρ την εμην αναστροφην ποτε εν τω ιουδαισμω οτι καθ υπερβολην εδιωκον την εκκλησια ν του θεου και επορθουν αυτην. Vosaltres ja heu sentit parlar de com em comportava quan era en el judaisme: perseguia amb fúria l'Església de Déu i la volia destruir; | » |
| — Ga 1,13 | |   |

Amb tot, els estudiosos concorden que les Escriptures fan poca distinció entre el singular i el plural, per això, de la mateixa manera, Església pot fer referència a una reunió de creients en una llar, com és el cas de l'esmentada en l'Epístola als romans:
| «         | και την κατ οικον αυτων εκκλησια ν ασπασασθε επαινετον τον αγαπητον μου ος εστιν απαρχη της αχαιας εις χριστον. Saludeu també l'església que es reuneix a casa d'ells. Saludeu el meu estimat Epènet, la primícia dels qui, a l'Àsia, han cregut en Crist. | » |
| — Ro 16,5 | |   |

De la mateixa manera, a una reunió de creients en una sola ciutat, com els destinataris de la Primera epístola de sant Pau als corintis
| «          | τη εκκλησια του θεου τη ουση εν κορινθω ηγιασμενοις εν χριστω ιησου κλητοις αγιοις συν πασιν τοις επικαλουμενοις το ονομα του κυριου ημων ιησου χριστου εν παντι τοπω αυτων τε και ημων. A l'església de Déu que és a Corint, als santificats en Jesucrist, cridats a ser sants; a vosaltres que esteu units amb tots els qui pertot arreu invoquen el nom de nostre Senyor Jesucrist, Senyor d'ells i nostre | » |
| — 1 Co 1,2 | |   |

O a la reunió de creients d'una província, com anomena Sant Pau a les esglésies d'Àsia en la seva Primera Epístola als Corintis
| «            | ασπαζονται υμας αι εκκλησια ι της ασιας ασπαζονται υμας εν κυριω πολλα ακυλας και πρισκιλλα συν τη κατ οικον αυτων εκκλησια. Us saluden les esglésies de l'Àsia. Us saluden especialment en el Senyor Àquila i Prisca, amb tota l'església que es reuneix a casa d'ells | » |
| — 1 Co 16,19 | |   |

### En sentit ideal o místic
En altres passatges de la Bíblia, particularment en les epístoles paulines, es fa servir Església per designar allò que els cristians han definit al llarg de la seva història com a cos místic de Crist o, tota la comunitat universal dels creients.
Així passa, per exemple, a l'Epístola als Efesis on Pau de Tars explica l'etern propòsit redemptor de Déu realitzat en una Església en què participen tant jueus com no jueus, persones de totes les nacions, tant esclaus com homes lliures, etc. Un vers de l'Epístola als Colossencs deixa molt clara aquesta idea, una Església ...
| «          | οπου ουκ ενι ελλην και ιουδαιος περιτομη και ακροβυστια βαρβαρος σκυθης δουλος ελευθερος αλλα τα παντα και εν πασιν χριστος. Des d'ara ja no hi ha grec ni jueu, circumcís ni incircumcís, bàrbar ni escita, esclau ni lliure; només hi ha el Crist, que ho és tot i és en tots. | » |
| — Col 3,11 | |   |

## L'Església universal

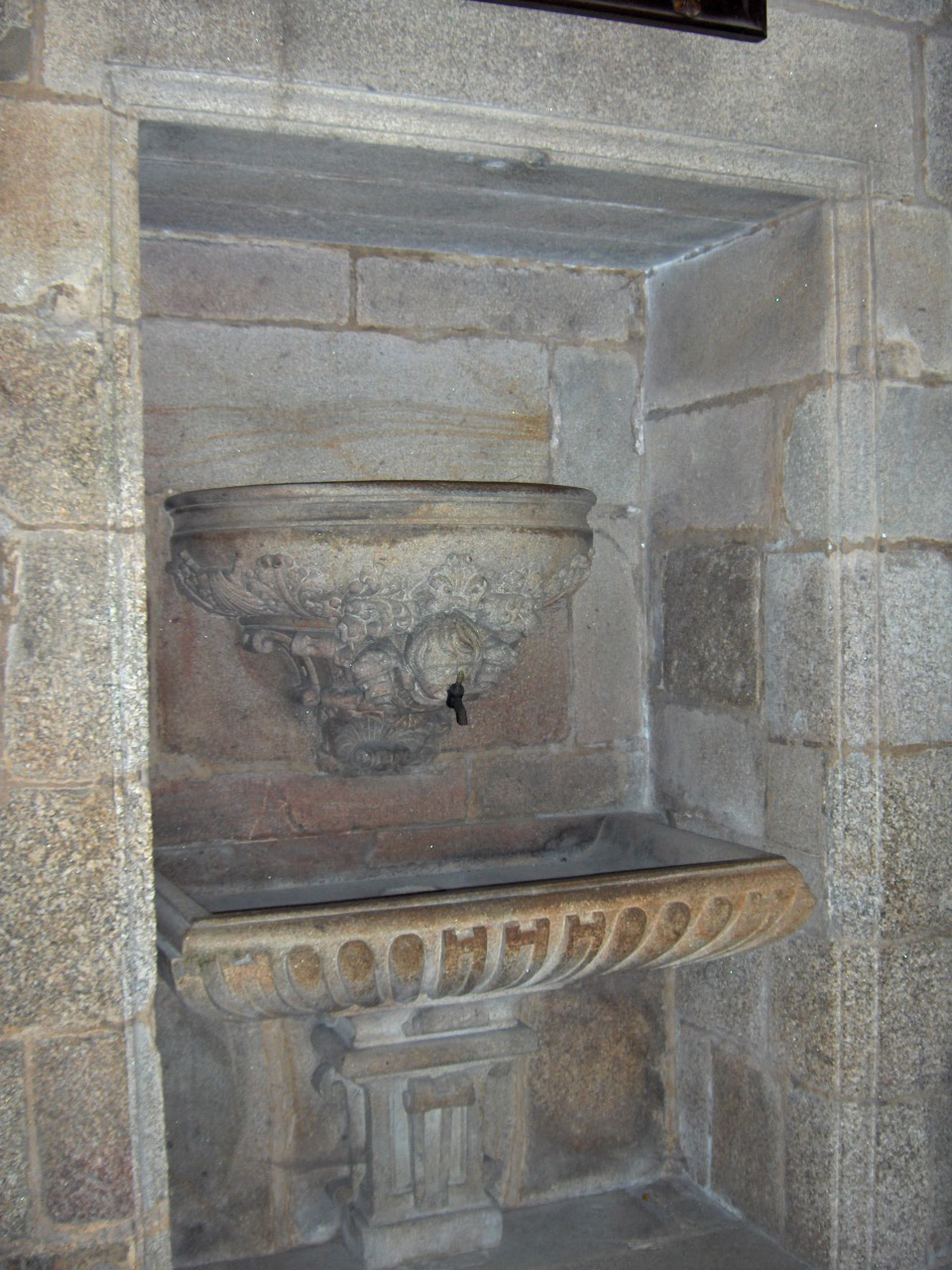
Pila baptismal, a la Catedral de Santiago de Compostel·la

En un primer pla, l'Església seria el conjunt de tots els cristians, congregats en virtut del baptisme. En la majoria de les denominacions es creu que tots els batejats conformen només un cos, amb Crist al capdavant: l'Església seria llavors el cos místic de Crist.
| «                      | "Doncs bé, vosaltres formeu el cos de Crist, i cadascú n'és un membre". | » |
| — 1a de Corintis 12:27 |                                                                         |   |

| «             | "... perquè el marit és cap de la seva muller, igual que el Crist és cap i salvador de l'Església, que és el seu cos". | » |
| — Efesis 5:23 | |   |

.
El comú de cada església cristiana i cada cristià és que, tots (per definició) creuen en Crist, és a dir posen la seva esperança i confien en Jesús el Crist (Jesucrist) per a la seva salvació. Tenen Fe en Jesús el Crist, l'Ungit, el Messies, el Fill de Déu (Déu encarnat), etc. En català, "Església" amb majúscules es refereix a l'Església Catòlica Romana, congregada entorn del Papa i els bisbes.
L'Església Catòlica es veu a si mateixa com a aquesta Església total en virtut de la successió apostòlica des de l'apòstol Pere en la persona del papa, en la qual cosa divergeixen els protestants, que neguen valor a la tradició apostòlica. L'Església Ortodoxa i Església Anglicana reconeixen jerarquia al papa, però no autoritat jurisdiccional.

## Les esglésies particulars
A comunitats cristianes geogràficament determinades (un país, una jurisdicció eclesiàstica) se les denomina església particular, sense que això impliqui que siguin congregacions diferents a l'Església total. Per exemple, l'església grega.
A l'Església Catòlica, sol emprar-se per referir-se específicament a cada comunitat sota la direcció d'un mateix prelat: diòcesi, vicariats apostòlics, entre d'altres.

## Història

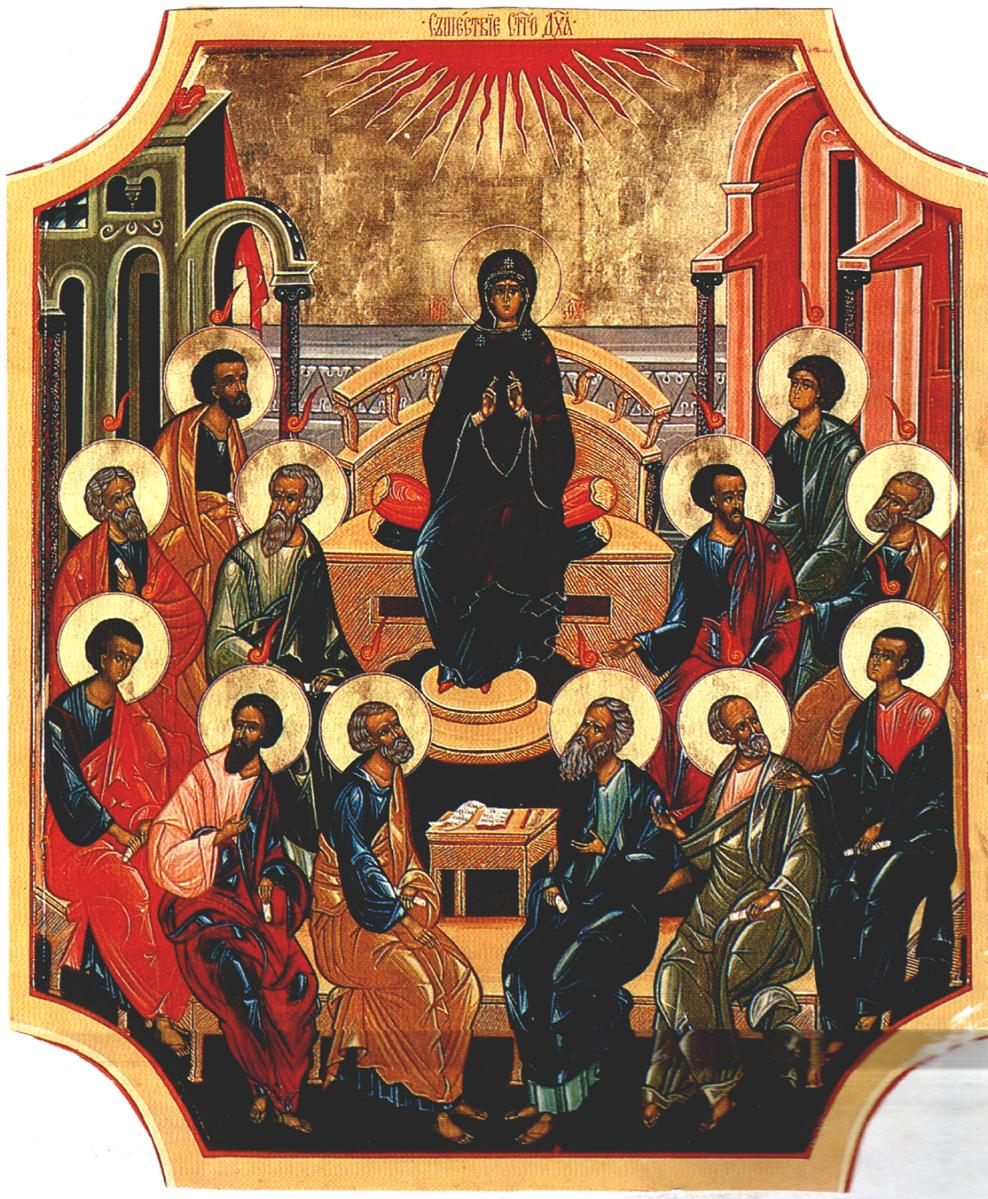
Un icona oriental que representa la Vinguda de l'Esperit Sant. La data de Pentecosta es considera l'"aniversari de l'Església".

L'Església cristiana es va originar a la Judea romana en el segle I, fundada en els ensenyaments de Jesús de Natzaret, qui primer va reunir els seus deixebles. Aquests deixebles es van conèixer més tard com "cristians"; segons les Escriptures, Jesús els va ordenar difondre els seus ensenyaments per tot el món. Per a la majoria dels cristians, la festa de Pentecosta (un esdeveniment que va ocórrer després de l'ascensió al Cel) representa l'aniversari de l'Església, significada pel descens de l'Esperit Sant sobre els deixebles reunits.Actes 2 El lideratge de l'Església cristiana va començar amb els apòstols.
Sorgits del Judaisme del Segon Temple, des dels primers temps del cristianisme, els cristians van acceptar als nojueus (gentils) sense exigir l'adopció plena dels costums jueus (com la circumcisió).Actes 10-15 Els paral·lels en la fe jueva són els prosèlits, els temorosos de Déu i la Llei Noàica. Alguns pensen que el conflicte amb el autoritats religioses jueves va portar ràpidament a l'expulsió dels cristians de les sinagogues a Jerusalem.

### Ús pels primers cristians

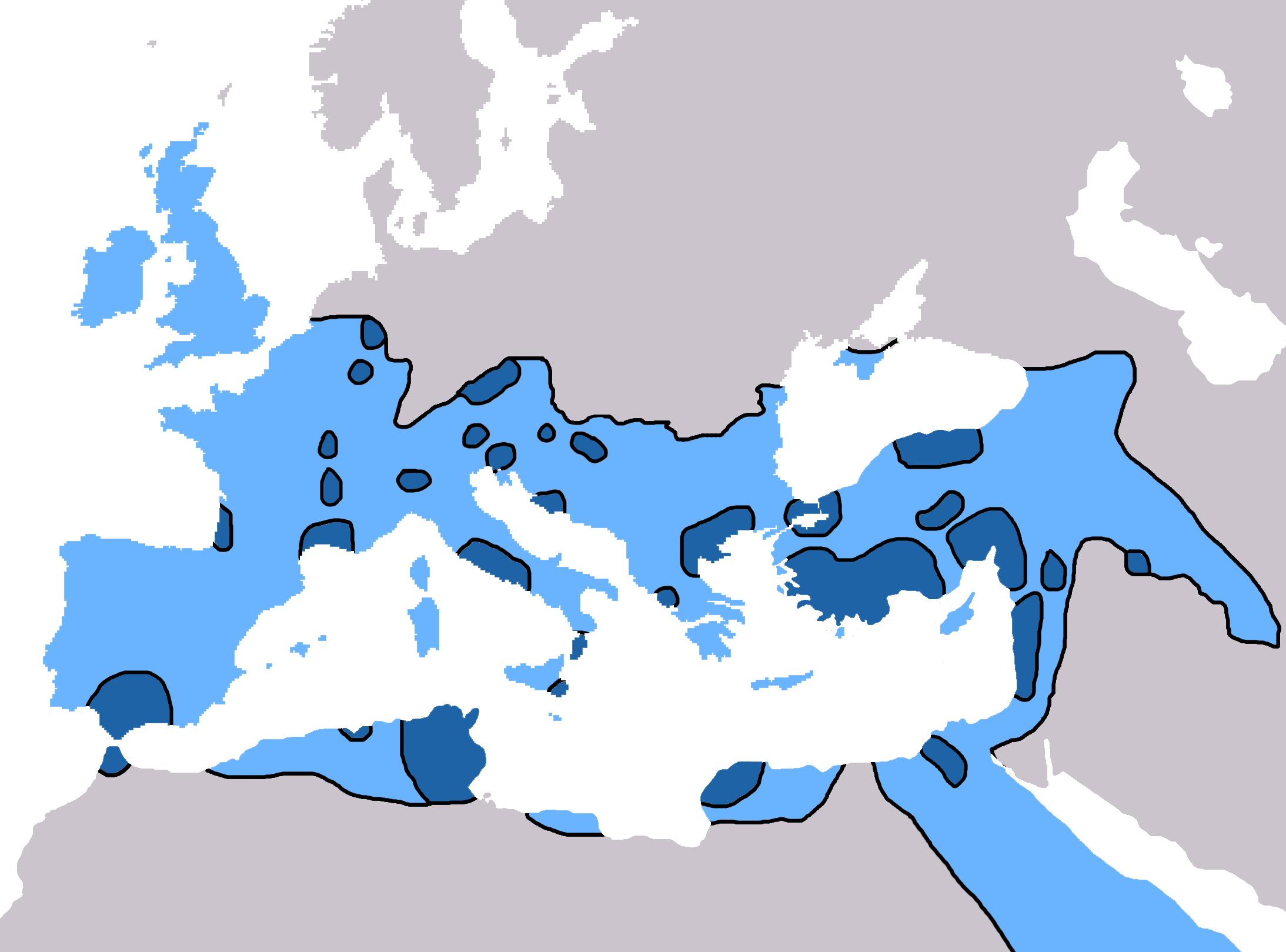
Regió predominantment cristiana al voltant del 325 dC.
Regió predominantment cristiana al voltant del 600 dC.

En utilitzar la paraula ἐκκλησία (ekklēsia), els primers cristians empraven un terme que, si bé designava l'assemblea d'una ciutat-estat grega, en la qual només podien participar els ciutadans, era utilitzat tradicionalment pels jueus de parla grega per a parlar d'Israel, el poble de Déu, i que apareixia en la Septuaginta en el sentit d'assemblea reunida per motius religiosos, sovint per a una litúrgia; en aquesta traducció ἐκκλησία representava la paraula hebrea קהל (qahal), que, no obstant això, també es traduïa com a συναγωγή (synagōgē, "sinagoga"), sent les dues paraules gregues en gran manera sinònimes fins que els cristians les van distingir més clarament.
El terme ἐκκλησία només apareix en dos versicles dels Evangelis, en tots dos casos a l'Evangeli de Mateu. Quan Jesús li diu a Simó Pere: "Tu ets en Pere, i sobre aquesta pedra edificaré la meva església", l'església és la comunitat instituïda per Crist, però en l'altre passatge l'església és la comunitat local a la qual es pertany: "Si es nega a escoltar-los, digues-li-ho a l'església".
El terme s'utilitza amb molta més freqüència en altres parts del Nou Testament, designant, com en l'Evangeli de Mateu, a una comunitat local individual o a totes elles col·lectivament. Fins i tot els passatges que no utilitzen el terme ἐκκλησία poden referir-se a l'església amb altres expressions, com en els primers 14 capítols de l'Epístola als Romans, en els quals la ἐκκλησία està totalment absent, però en els quals s'utilitza repetidament la paraula afí κλήτοι (klētoi, "anomenat"). Es pot fer referència a l'església també a través d'imatges tradicionalment emprades en la Bíblia per a parlar del poble de Déu, com la imatge de la vinya utilitzada especialment a l'Evangeli de Joan.
El Nou Testament mai utilitza els adjectius "catòlic" o "universal" amb referència a l'Església cristiana, però sí que indica que les comunitats locals són una sola església, col·lectivament, que els cristians han de buscar sempre la concòrdia, com a Congregació de Déu, que l'Evangeli ha d'estendre's fins als confins de la terra i a totes les nacions, que l'església està oberta a tots els pobles i no ha de dividir-se, etc.
La primera aplicació registrada de "catòlica" o "universal" a l'església és la d'Ignasi d'Antioquia entorn de l'any 107 en la seva Epístola als Esmirnaics, capítol VIII. "Onsevulla que aparegui el bisbe, allí estigui el poble; com on estigui Jesucrist, allí està l'Església catòlica"."
Els Pares de l'Església com Ignasi d'Antioquia, Ireneu, Tertulià i Ciprià sostenien que l'Església cristiana era una Església visible, no una Església invisible, un cos invisible de creients.

### El cristianisme com a religió estatal romana

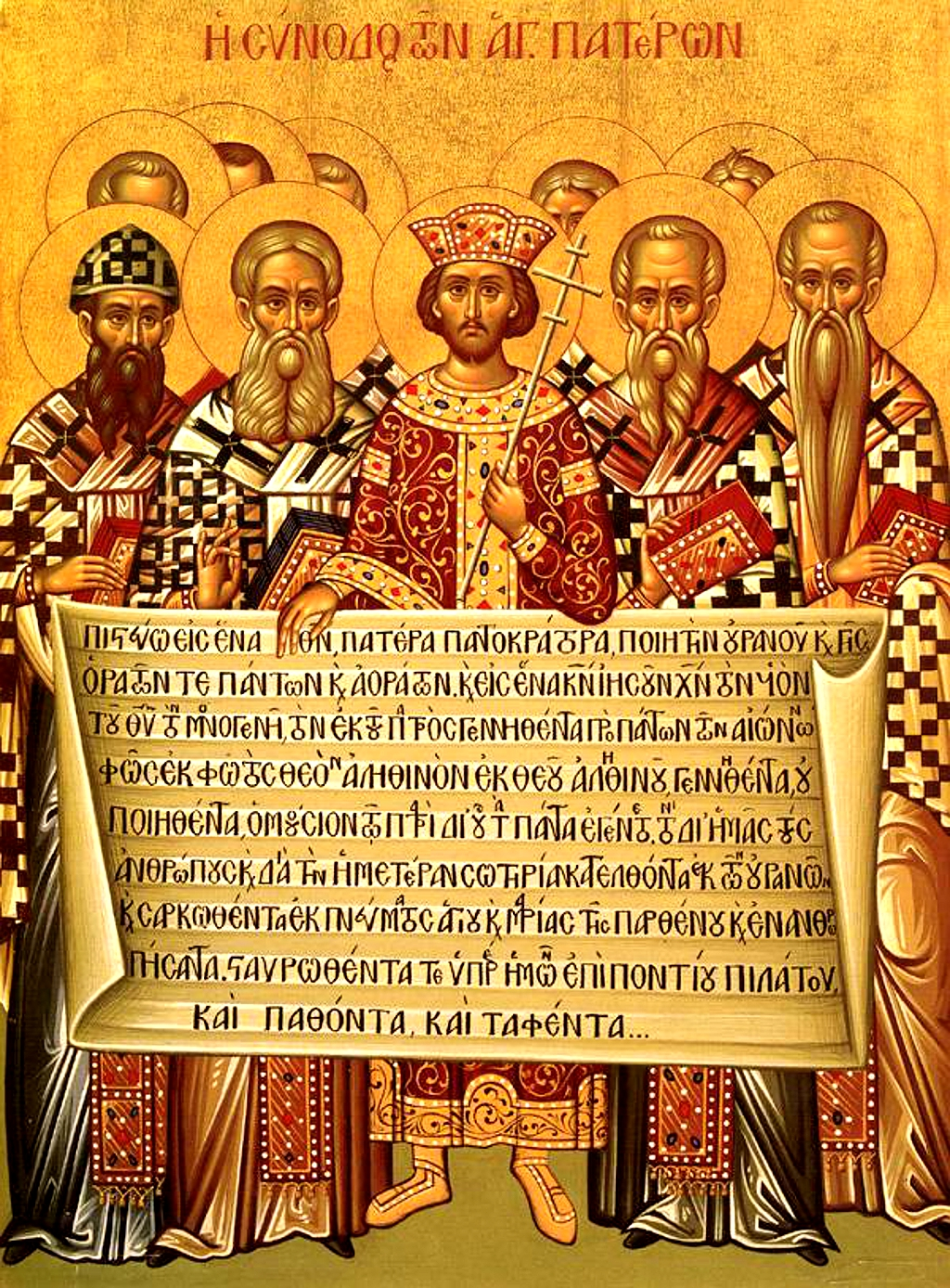
Icona que representa a Constantí I, acompanyat dels bisbes del Primer Concili de Nicea (325), sostenint el Credo nicenoconstantinopolità de 381.

El 27 de febrer de 380, l'Imperi Romà va adoptar oficialment la versió nicena del cristianisme com la seva religió estatal. Abans d'aquesta data, Constanci II (337-361) i Valent (364-378) havien afavorit personalment les formes arrianes o semiarrianes del cristianisme, però el successor de Valent Teodosi I va donar suport a la doctrina més atanasiana o trinitària exposada en el Credo Nicè del Primer Concili de Nicea.
En aquesta data, Teodosi I va decretar que només els seguidors del cristianisme trinitari tenien dret a ser denominats cristians catòlics, mentre que tots els altres havien de ser considerats heretges, la qual cosa es considerava il·legal. L'any 385, aquesta nova situació legal es va traduir, en el primer cas dels molts que vindrien, en la pena capital d'un heretge, concretament Priscil·lià, condemnat a mort, amb diversos dels seus seguidors, per un tribunal civil pel delicte de màgia. En els segles de cristianisme patrocinat per l'Estat que van seguir, els pagans i els cristians herètics van ser perseguits rutinàriament per l'Imperi i els molts regnes i països que més tard van ocupar el seu lloc, però algunes tribus germàniques van continuar sent arrians fins a ben entrada l'Edat mitjana (vegeu també Cristiandat).
L'Església dins de l'Imperi Romà es va organitzar en seus metropolitanes, amb cinc que van aconseguir especial protagonisme i que van constituir la base de la Pentarquia proposta per Justinià I. D'aquestes cinc, una estava a l'Occident (Roma) i la resta a l'Est (Constantinoble, Jerusalem, Antioquia i Alexandria).

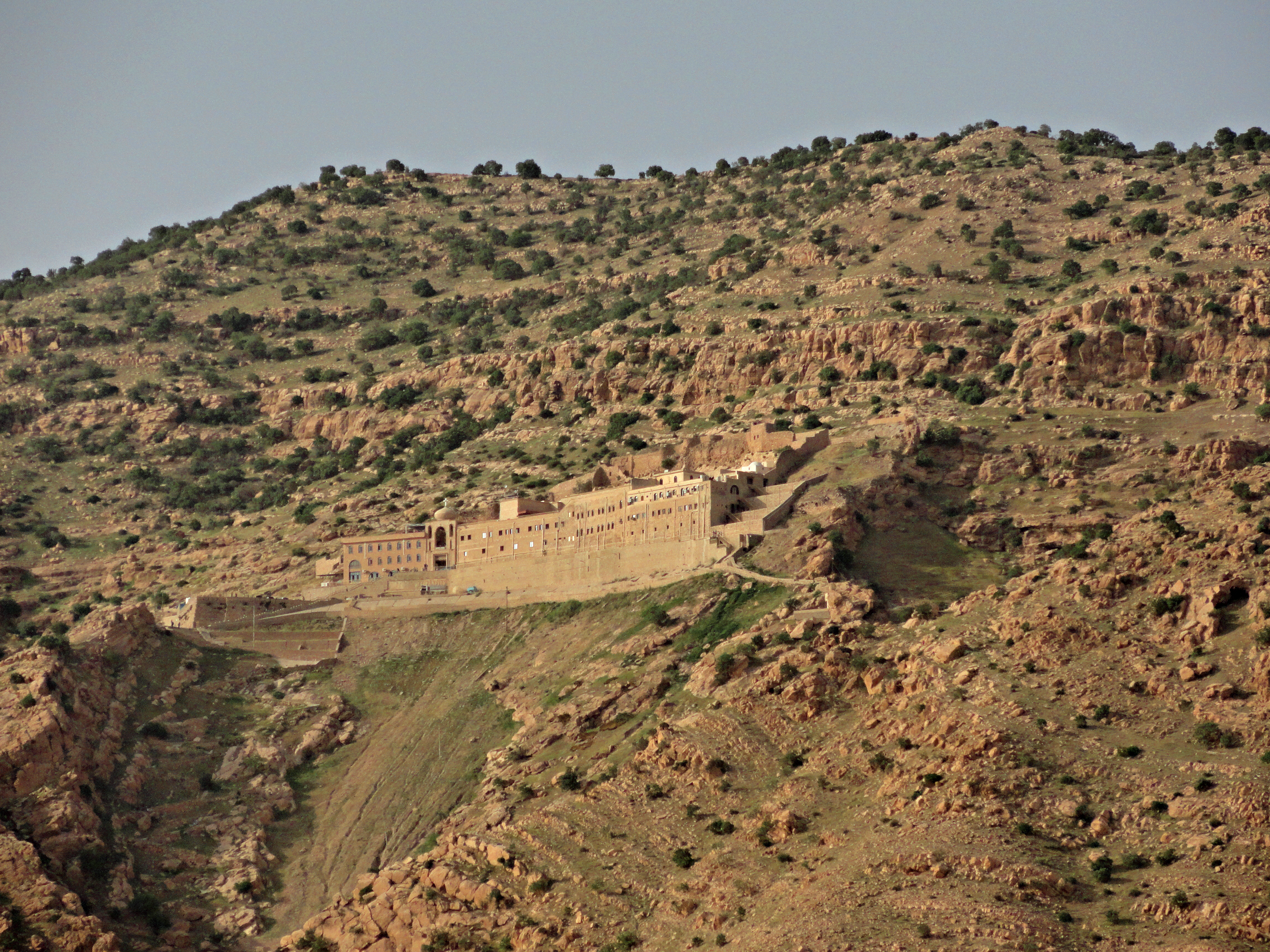
Fundat l'any 363 dC., el monestir de Mar Mattai, una Església nestoriana, està reconegut com un dels monestirs cristians més antics que existeixen.

Fins i tot després de la divisió de l'Imperi Romà, l'Església va continuar sent una institució relativament unida (a part de l'Ortodòxia Oriental i alguns altres grups que es van separar de la resta de l'Església sancionada per l'Estat abans). L'Església va arribar a ser una institució central i definitòria de l'Imperi, especialment a Orient, on Constantinoble va arribar a ser considerada el centre del món cristià, degut en gran part al seu poder econòmic i polític.
Una vegada que l'Imperi Occidental va caure davant les incursions germàniques en el segle V, l'Església (romana) es va convertir durant segles en el principal vincle amb la Civilització romana per a l'Europa occidental medieval i en un important canal d'influència a Occident per als emperadors romans d'Orient. Mentrestant, a Occident, la crida ortodoxa va competir contra el cristianisme arrià i les creences paganes dels governants germànics i es va estendre fora del que havia estat l'Imperi a Irlanda, Alemanya, Escandinàvia i els eslaus occidentals, a Orient el cristianisme es va estendre als eslaus del que avui és Rússia, el centre-sud i l'est d'Europa. El regnat de Carlemany a Europa occidental és particularment notori per portar a les últimes tribus arrianes occidentals importants a la comunió amb Roma, en part mitjançant la conquesta i la conversió forçada.
A partir del segle VII, els califats islàmics es van alçar i van començar a conquistar gradualment zones cada vegada més àmplies del món cristià. A excepció d'Àfrica del Nord i la major part d'Espanya, el nord i l'oest d'Europa van escapar en gran manera indemnes de l'expansió islàmica, en gran part perquè la més rica Constantinoble i el seu imperi van actuar com un imant per a l'atac. El desafiament presentat pels musulmans ajudaria a solidificar la identitat religiosa dels cristians orientals, fins i tot mentre afeblia gradualment l'Imperi Oriental. Fins i tot en el món musulmà, l'Església va sobreviure (per exemple els moderns coptes, maronites i altres) encara que a vegades amb grans dificultats.

### El gran cisma de 1054
Encara que durant molt de temps va haver-hi friccions entre el Bisbe de Roma (és a dir, el patriarca de l'Església catòlica pròpiament dita) i els patriarques orientals dins de l'Imperi Romà d'Orient, la diplomàcia imperial de Roma Carlemany, que va canviar la seva lleialtat de Constantinoble al rei de l'Imperi franc, va posar a l'Església en vies de separació. Les divisions polítiques i teològiques creixerien fins que Roma i Orient es van excomunicar mútuament en el segle xi, la qual cosa finalment va conduir a la divisió de l'Església en l'Occidental (catòlica) i l'Oriental (ortodoxa). En 1448, poc abans de la caiguda de l'Imperi Romà d'Orient, l'Església Ortodoxa Russa es va independitzar del Patriarca de Constantinoble.
Com a resultat del desenvolupament d'Europa Occidental, i la caiguda gradual de l'Imperi Romà d'Orient a les mans dels àrabs i turcs (ajudats per la guerra contra els cristians d'Orient), la definitiva Caiguda de Constantinoble el 1453 va fer que els erudits orientals fugissin de les hordes musulmanes portant manuscrits antics a Occident, la qual cosa va ser un factor per a l'inici del període del Renaixement Occidental allí. L'Església occidental considerava a Roma com el cor del cristianisme. Algunes esglésies orientals fins i tot van trencar amb l'ortodòxia oriental i van entrar en comunió amb Roma (les Esglésies catòliques orientals uniatas).

### Reforma protestant
Els canvis provocats pel Renaixement van conduir finalment a la Reforma Protestant durant la qual els protestants luterans i els reformats seguidors de Calvino, Hus, Zwingli, Melancthon, Knox i altres es van separar de l'Església Catòlica. En aquesta època, una sèrie de disputes no teològiques també van conduir a la Reforma anglesa que va portar a la independència de l'Església d'Anglaterra. Després, durant l'Edat de l'Exploració i l'Era de l'Imperialisme, Europa Occidental va estendre l'Església catòlica i les esglésies protestants per tot el món, especialment en les Amèriques. Aquests desenvolupaments, al seu torn, han fet que el cristianisme sigui la religió més gran del món en l'actualitat.